# Claude Crétier
Claude Crétier (* 14. Mai 1977 in Bourg-Saint-Maurice) ist ein ehemaliger französischer Skirennläufer. Der dreifache französische Meister war auf die schnellen Disziplinen Abfahrt und Super-G spezialisiert und fuhr im Weltcup einmal auf das Podest.

## Biografie
Claude Crétier gab im Januar 1996 in Les Orres sein Europacup-Debüt.
Im selben Jahr nahm er an den Juniorenweltmeisterschaften am Hoch-Ybrig teil und belegte Rang sechs in der Abfahrt, im Slalom schied er aus. Nach einigen Wintern auf FIS- und Europacup-Ebene startete er am 9. Januar 1999 im Super-G von Schladming erstmals im Weltcup. Seine ersten Punkte gewann er nur zwei Wochen später mit Platz 26 bei der prestigeträchtigen Hahnenkammabfahrt. In der folgenden Saison gelang ihm mit Rang sieben in Gröden erstmals der Sprung unter die besten zehn. In den kommenden beiden Wintern klassierte er sich konstant in den Punkterängen, ehe ihn eine dreimonatige Rennpause stoppte.
Beim Weltcup-Comeback in der Saison 2001/02 qualifizierte er sich für die Olympischen Winterspiele in Salt Lake City, wo er mit Abfahrtsrang fünf überzeugte. Am 2. März 2002 feierte er den größten Erfolg seiner Karriere, als er in der Abfahrt von Kvitfjell hinter Hannes Trinkl den zweiten Platz belegte. An dieses Ergebnis konnte er danach nicht mehr anknüpfen. Zwar durfte er an den Weltmeisterschaften 2003 in St. Moritz teilnehmen, wurde im Super-G aber lediglich 17. In seinen letzten drei Saisonen im Weltcup gewann er nur zwei Punkte. Die Saison 2005/06 ließ er im Europacup ausklingen und beendete nach den französischen Meisterschaften in Val-d’Isère seine Karriere. Crétier bestritt insgesamt 87 Weltcup-Rennen und kürte sich dreimal zum französischen Staatsmeister. 2001 und 2003 gewann er den Super-G, 2002 war er in der Abfahrt erfolgreich.
Nach seiner aktiven Laufbahn trainierte er zunächst die französischen Speed-Damen und war bis 2017 als Technik-Gruppentrainer im französischen Verband für Athleten wie Alexis Pinturault, Victor Muffat-Jeandet und Thomas Mermillod Blondin verantwortlich.
Er arbeitet als Skilehrer in Courchevel.
Der Abfahrtsolympiasieger von 1998, Jean-Luc Crétier, ist nicht mit ihm verwandt.

## Erfolge

### Olympische Spiele
- Salt Lake City 2002: 5. Abfahrt

### Weltmeisterschaften
- St. Moritz 2003: 17. Super-G

### Weltcup
- 4 Platzierungen unter den besten zehn, davon 1 Podestplatz

### Weltcupwertungen
| Saison  | Gesamt | Gesamt | Abfahrt | Abfahrt | Super-G | Super-G |
| Saison  | Platz  | Punkte | Platz   | Punkte  | Platz   | Punkte  |
| ------- | ------ | ------ | ------- | ------- | ------- | ------- |
| 1998/99 | 105.   | 23     | 43.     | 23      | –       | –       |
| 1999/00 | 62.    | 103    | 27.     | 88      | 37.     | 15      |
| 2000/01 | 69.    | 71     | 26.     | 64      | 50.     | 7       |
| 2001/02 | 41.    | 186    | 17.     | 168     | 35.     | 18      |
| 2002/03 | 84.    | 53     | 42.     | 26      | 33.     | 27      |
| 2003/04 | 143.   | 1      | 57.     | 1       | –       | –       |
| 2004/05 | 146.   | 1      | 59.     | 1       | –       | –       |

### Europacup
- 2 Platzierungen unter den besten zehn

### South American Cup
- Saison 2000: 9. Gesamtwertung, 2. Abfahrtswertung, 10. Super-G-Wertung[A 1]
- Saison 2001: 6. Gesamtwertung, 2. Abfahrtswertung, 5. Super-G-Wertung
- 10 Platzierungen unter den besten zehn, davon 2 Siege:

| Datum           | Ort      | Land  | Disziplin |
| --------------- | -------- | ----- | --------- |
| 31. August 2000 | Portillo | Chile | Abfahrt   |
| 22. August 2001 | La Parva | Chile | Abfahrt   |

1. ↑  Die Rennen des South American Cup werden jährlich im August und September (Südwinter) ausgetragen und bereits der kommenden, internationalen Saison zugerechnet.

### Juniorenweltmeisterschaften
- Hoch-Ybrig 1996: 6. Abfahrt

### Weitere Erfolge
- 3 französische Meistertitel (Super-G 2001 und 2003, Abfahrt 2002)
- Sieg bei den britischen Meisterschaften in der Abfahrt 1998
- 4 Siege in FIS-Rennen